# Болтунов, Александр Павлович
Александр Павлович Болтунов (23 августа 1883, Санкт-Петербург — февраль 1942, Ленинград) — русский советский психолог и педагог, профессор, доктор философии (1909), доктор педагогических наук (1936). Один из организаторов системы профориентационной работы в Ленинграде в 1920—1930-е годы.

## Биография
В 1907 окончил историко-филологический факультет Московского университета с дипломом 1-й степени. До 1909 продолжил обучение в Берлинском университете. Ученик Карла Штумпфа, одного из основателей европейского направления функциональной психологии.
После возвращения на родину, в 1920—1921 годах — профессор кафедры философии и психологии Томского университета.
С 1921 по 1923 — профессор, проректор по учебной части Кубанского института народного образования (ныне Кубанский государственный университет).
С 1925 по 1936 — профессор Ленинградского государственного педагогического института им. А. И. Герцена, заведующий кафедрой теории дошкольного воспитания, заведующий Школьно-психологической лабораторией этого института. В 1929—1931 — заведующий кафедрой экспериментальной психологии.
Предлагал учитывать мотивы труда при составлении профориентационной характеристики профессий. Наряду с тестами в оценке способностей и склонностей школьников считал необходимым использовать данные систематического наблюдения за успехами в учебной деятельности школьников педагогами-предметниками.
В середине 1930-х гг. работы А. П. Болтунова оказались под огнём критики в связи с осуждением педологии и психотехники в целом.
Умер от истощения в феврале 1942 г. Захоронен в братской могиле на Пискаревском мемориальном кладбище Санкт-Петербурга.

## Научная деятельность
Главная область научных интересов — исследование психологических проблем профессиональной ориентации и консультации молодежи, проблем психологии способностей и склонностей. Большое внимание уделял освещению психологических проблем трудового воспитания школьников. Разработал методы психологической профессиографии в целях профориентации и «измерительную шкалу ума» — психодиагностическую методику для определения способностей.
Один из организаторов системы профориентационной работы в Ленинграде в 1920—1930-е годы, включавшей деятельность психологов (педологов) в школах, на бирже труда, в профессиональных учебных заведениях.

## Избранные публикации
- О судебной психологии. М., 1916;
- Метод анкеты в педагогическом и психологическом исследовании // Вестник воспитания. 1916. № 9;
- Реформа русской школы как проблема для коллективной научно-педагогической разработки // Новая школа. 1918. № 15—20;
- По поводу летних учительских курсов // Новая школа. 1918. № 11—14;
- Рецензия на книгу: Джонсон Г. Игры и забавы в воспитании // Педагогическая мысль. 1923. № 4;
- Как вести педагогический дневник. Пг., 1923;
- Трудовая школа в психологическом освещении. М., 1923;
- Рецензия на книгу: Детство и юность, их психология и педагогика: Педологический сборник // Педагогическая мысль. 1923. № 2;
- Оценка театральных представлений детьми // Педагогическая мысль. 1923. № 3;
- Педагогическая характеристика ребенка. М., Л., 1926;
- Измерительная шкала ума для поклассных испытаний школьников. Л., 1928;
- Психологический эксперимент в применении к детям дошкольного возраста // Педология. 1928. Кн. 1;
- Педагогический эксперимент в массовой школе. М., Л., 1929;
- Педологические исследования / Под ред. М. Я. Басова, А. П. Болтунова, В. Н. Мясищева. М., Л., 1930;
- Педология в школе: Из педолого-педагогической амбулатории при Педагогическом ин-те им. А. И. Герцена / Под ред. А. П. Болтунова. М., Л., 1930;
- Организационные вопросы школьно-профориентационной работы (на основании опыта работы школьно-психотехн. лаборатории Ленинградского практ. педол. ин-та) // Советская психотехника. М., Л., 1933. Т. IV, № 1;
- Инструкция к проведению обследования профинтересов школьников / Под ред. А. П. Болтунова. Л., 1933;
- Задачи и принципы психотехнической работы в ИПЗ // Методика психотехнических исследований. Л., 1934;
- Методы обследования общего интеллекта // Методика психотехнических исследований. Л., 1934;
- Методы обследования общих волевых особенностей // Методика психотехнических исследований. Л., 1934;
- Статистика для педологов: Учебное пособие для студентов педвузов. Л., 1934;
- Профориентация в школе: Метод. Пособие для педологов, психотехников и педагогов / Под ред. А. П. Болтунова. М., Л., 1934;
- Помощь семьи в выборе профессии. Л., 1935;
- Выбор профессии и задачи классного руководителя // Классный руководитель: Сборник статей и справочных материалов. Л., 1939;
- Умственное развитие и воспитание школьника. Л., 1940.